# Atsuko Watanabe
Atsuko Watanabe (渡邉温子?, Watanabe Atsuko; Nagoya, 29 agosto 1978) è un'ex cestista giapponese.

## Carriera
Con il Giappone ha disputato i Campionati mondiali del 2002.